# Peter Ryom
Peter Ryom (Kopenhagen, 31 mei 1937) is een Deens musicoloog.
Hij is vooral bekend wegens de publicatie in 1973 van de Ryom-Verzeichnis (RV): de meest volledige en meest gebruikte catalogus van de werken van Antonio Vivaldi.
Zo worden Vivaldi's bekende vioolconcerti De vier jaargetijden in de Ryom Verzeichnis als volgt aangeduid:
- Concerto No. 1 in E, Op. 8, RV 269 - "La primavera" (Lente)
- Concerto No. 2 in g, Op. 8, RV 315 - "L'estate" (Zomer)
- Concerto No. 3 in F, Op. 8, RV 293 - "L'autunno" (Herfst)
- Concerto No. 4 in f, Op. 8, RV 297 - "L'inverno" (Winter)